# Bohuňovice, Olomouc
Bohuňovice là một làng thuộc huyện Olomouc, vùng Olomoucký, Cộng hòa Séc.